# Gerald Gulotta
Gerald Gulotta (Estats Units, 1921). dissenyador industrial. Establert a Nova York, Gulotta està especialitzat en el disseny d'objectes de vidre, porcellana, ceràmica, plata i acer inoxidable. Treballa per a un ampli ventall de companyies internacionals. Coneguts per la seva simplicitat i elegància, els seus dissenys es troben en alguns dels Museus més prestigiosos com The Cooper-Hewitt National Design Museum, The Brooklyn Museum of Art, o el Victoria and Albert Museum, de Londres. Durant molts anys ha impartit classes de disseny industrial al Pratt Institute de Brooklyn i la seva implicació amb la docència el va portar a crear als anys setanta els primers estudis reglats de disseny industrial a la Universitat de Guadalajara a Mèxic.
També ha impartit classes i conferències a les Universitats de Beijing a Hunan i a Jingdezhen a la Xina. Entre els seus dissenys podem citar el joc de cafè Oval (1971) per a Porcelanas del Bidasoa.